# RECRON
RECRON (voluit: Vereniging van Recreatieondernemers Nederland) is een Nederlandse brancheorganisatie voor recreatiebedrijven die werd opgericht in 1969. Op 1 januari 2020 is RECRON gefuseerd met HISWA tot de ondernemingsvereniging HISWA-RECRON. Het hoofdkantoor bevindt zich in Leusden.
Met zo'n 2.000 aangesloten recreatiebedrijven vertegenwoordigt RECRON circa 85% van de omzet binnen de recreatiebranche in Nederland.
Recron is onderverdeeld in een aantal bedrijfsgroepen:
- Kampeer- en bungalowbedrijven
- Groepsaccommodaties
- Dagattracties
- Buitensport (VeBON)
- Zwembaden
- Sauna en Thermen